# Natalia Kołaczek
Natalia Kołaczek (ur. 1989) – polska skandynawistka, językoznawczyni i tłumaczka literatury szwedzkiej.

## Działalność naukowa
Absolwentka filologii szwedzkiej i skandynawistyki. W 2018 roku obroniła pracę doktorską Bestämdhet och indirekta anaforer i svenskan ur främmandespråksperspektiv: en studie av polska studenters svenska na Wydziale Neofilologii Uniwersytecie im. Adama Mickiewicza w Poznaniu, a od 2019 roku pracuje jako wykładowczyni i badaczka w Katedrze Skandynawistyki tej samej uczelni.

## Działalność popularyzatorska
Od 2013 roku autorka Szwecjobloga, popularyzującego wiedzę o Szwecji i języku szwedzkim. W 2017 roku opublikowała książkę I cóż, że o Szwecji, nagrodzoną Nagrodą Magellana w kategorii książka podróżnicza.

## Tłumaczenia literackie
- Sara Kadefors, ulica Fågelbovägen 32 (fragment), kwartalnik FA-art, nr 4 (106), 2016.
- Malte Persson, Życie na tej planecie (fragment), kwartalnik sZAfa nr, 59 września 2016.
- Anton Marklund, Przyjaciele zwierząt, Czwarta Strona, 2015.
- Åsa Hellberg, Sekret Sonji, Czwarta Strona, 2015.
- Lars Berge, Korponinja, W.A.B., 2016.
- Elisabeth Åsbrink, 1947. Świat zaczyna się teraz, Wydawnictwo Poznańskie, 2017.
- Elisabeth Åsbrink, Made in Sweden. 60 słów, które stworzyły naród, Wielka Litera, 2019.
- Mons Kallentoft, Krzyk do nieba, Dom Wydawniczy REBIS, 2020.
- Mons Kallentoft, Patrz, jak spadam, Dom Wydawniczy REBIS, 2021.
- Elisabeth Åsbrink, Porzucenie, Wielka Litera, 2021.
- Lotte Möller, O pszczołach i ludziach, Wielka Litera, 2022.
- Ann-Helén Laestadius, Kradzież, Mova 2023.